# رسد پیشاهنگی
در پیش‌آهنگی، رسد به گروهی از پیش‌آهنگان محلی گفته می‌شود که به‌طور منظم گردهمایی داشته باشند. چند رسد گاه با هم تشکیل یک شورای رسد می‌دهند. رسدها با هم بر روی اعطای نشان یا پاداش تصمیم می‌گیرند و با هم ترتیب سفرهای اردویی و فعالیت‌های دیگر را می‌دهند. واژهٔ رسد در سازمان پیش‌آهنگی ایران کاربرد داشت.